# أنطونيو فيليبي (لاعب كرة قدم)
أنطونيو فيليبي هو لاعب كرة قدم برتغالي في مركز حراسة المرمى، ولد في 14 أبريل 1985. لعب مع نادي باسوش دي فيريرا ونادي غوندومار ونادي تشافيس.

## وصلات خارجية
- أنطونيو فيليبي على موقع قاعدة بيانات كرة القدم.إي يو (الإنجليزية)
- أنطونيو فيليبي على موقع Soccerway.com (الإنجليزية)
- أنطونيو فيليبي على موقع AS.com (الإسبانية)